# Na Špičáku
Na Špičáku je národní přírodní památka poblíž obce Supíkovice v okrese Jeseník. Oblast spravuje AOPK ČR Správa CHKO Jeseníky. Důvodem ochrany je významné krasové území s význačnými povrchovými i podzemními krasovými jevy (jeskyně Na Špičáku) a s výskytem přirozených porostů tisu.

## Historie
První písemná zmínka o jeskyni Na Špičáku pochází z roku 1430. Ke zpřístupnění pro veřejnost došlo osmdesátých letech 19. století, nicméně současný návštěvnický okruh byl otevřen v roce 1955. V roce 2014 byly dokončeny restaurátorské práce, převážně v centrální části jeskyně, na nástěnných malbách pocházející z období pozdního středověku až do počátku 20. století.